# Abbas Ier Hilmi
Pour les articles homonymes, voir Abbas Ier le Grand et Abbas.
Abbas Ier Hilmi (arabe : عباس حلمي الأول), né le 1er juillet 1813 à Djeddah, et mort le 13 juillet 1854 à Banha, près du Caire, fut gouverneur (al-wālī) d'Égypte et du Soudan de 1848 à 1854.

## Biographie
Fils de Toussoun Pacha, il est le petit-fils de Méhémet Ali, le fondateur de l'Égypte moderne.
Dans sa jeunesse, il combat en Syrie sous les ordres d'Ibrahim Pacha, son oncle (ou supposé oncle). Grâce aux Britanniques, il lui succède en novembre 1848, devenant ainsi gouverneur de l'Égypte. Puis à la mort de Méhémet Ali, qui a été déposé à cause de son état mental, en août 1849, il hérite du titre de pacha.
Farouche opposant aux réformes modernistes de ses prédécesseurs, il expulse les conseillers européens, supprime les monopoles commerciaux, ferme les usines et les écoles, arrête les travaux du barrage du Delta mais autorise la création d’une voie ferrée d’Alexandrie au Caire par les Anglais, et ramène l'armée égyptienne à une armée modeste de 9 000 hommes. Il se rapproche également de l'Empire ottoman au point de redevenir un vassal car elle le laisse gouverner en despote traditionnel. Son armée participe, aux côtés des forces ottomanes, à la guerre de Crimée.
Il est généralement vu comme un homme sombre, religieux, réactionnaire et taciturne, sortant rarement de son palais.
Wilhelm Griesinger, un wurtembergeois est son médecin pendant son séjour en Égypte en 1850.
Il est assassiné en 1854 par deux de ses esclaves, et c'est son oncle, Saïd Pacha qui lui succède.

## Décorations étrangères
- Grand-croix de l'ordre royal des Saints-Maurice-et-Lazare (royaume d'Italie)
- Grand cordon de l'ordre de l'Osmaniye (Empire ottoman)
- Grand cordon de l'ordre du Médjidié (Empire ottoman)